# Brigitte Engerer
Brigitte Engerer (Tunisi, 27 ottobre 1952 – Parigi, 23 giugno 2012) è stata una pianista francese.

## Biografia
Dopo aver iniziato lo studio della musica all'età di cinque anni, entrò al Conservatorio di Parigi nella classe del M°Descaves Lucette. Nel 1969 ha vinto il Concorso Internazionale Marguerite Long-Jacques Thibaud, a seguito del quale è stata invitata a studiare al Conservatorio Tchaikovsky di Mosca dove si è unita alla classe del M°Stanislas Neuhaus. Lì rimase nove anni.
Nel 1980 la sua carriera ebbe una svolta decisiva, quando Herbert von Karajan la invitò a suonare con i Berliner Philharmoniker. La sua carriera si è divisa tra recital e insegnamento presso il Conservatorio di Parigi.
È stata sposata con lo scrittore Yann Queffélec, con il quale ha avuto una figlia, Leonora.
È scomparsa nel 2012 all'età di 59 anni a causa del cancro.

## Discografia
- Concerto n. 1 di Tchaikovsky e il Concerto in la minore di Schumann con la Royal London Philharmonic Orchestra sotto la direzione di Emmanuel Krivine
- L'integrale dei notturni di Frederic Chopin
- Sonate di Beethoven, Grieg e Schumann con Olivier Charlier
- Opere per due pianoforti e a quattro mani di Rachmaninov con Oleg Maisenberg
- Un Requiem tedesco di Brahms nella versione per due pianoforti e coro (versione Londra) con Boris Berezovsky e il Coro Accentus diretto da Laurence Equilbey
- Carnaval e i Kinderszenen di Schumann
- Concerti di Clara e Robert Schumann con l'Orchestre de Cannes Regionale Provence-Alpes-Cote d'Azur, sotto la direzione di Philippe Bender
- L'opera per violoncello e pianoforte di Chopin con Henri Demarquette
- Ricordi d'infanzia, Musiche russe, testo di Yann Queffélec ("Choc" du Monde de la Musique) (2007 mirare)
- Invitation au Voyage (musica francese) con Henri Demarquette ("Choc" du Monde de la Musique)

## Filmografia
Immagini di Brigitte Engerer compaiono più volte nel film "Io ti mangerei" di Sophie Laloy (uscito 11 marzo 2009), in cui è ammirata da Marie, il personaggio principale [1]. È anche l'interprete dei pezzi di musica classica eseguiti nel film.

## Premi internazionali e riconoscimenti
- Concorso Marguerite Long-Jacques Thibaud
- Concorso Tchaikovsky di Mosca
- Concorso Regina Elisabetta del Belgio
- Grand Prix du Disque per la sua registrazione con Philips di Carnaval op. 9 e il Carnevale di Vienna di Robert Schumann
- Socio corrispondente dell'Institut de France, Accademia di Belle Arti
- Victoire in onore alla carriera, Victoires de la Musique 2011 classic